# Stazione di Murasakino
La stazione di Murasakino (村崎野駅?, Murasakino-eki) è una stazione ferroviaria situata nella città di Kitakami, nella prefettura di Iwate, ed è servita dalla linea principale Tōhoku della JR East.

## Linee ferroviarie
East Japan Railway Company
■ Linea principale Tōhoku

## Struttura
La stazione è costituita da due marciapiedi laterali collegati da sovrappassaggio con due binari passanti. La biglietteria è aperta dalle 6:40 alle 11:50 e dalle 12:40 alle 16:20.
| 1 | ■ Linea principale Tōhoku | per Kitakami e Ichinoseki |
| 2 | ■ Linea principale Tōhoku | per Hanamaki e Morioka    |

## Stazioni adiacenti
| «                            | Servizio                | »                       |
| Linea principale Tōhoku      | Linea principale Tōhoku | Linea principale Tōhoku |
| ---------------------------- | ----------------------- | ----------------------- |
| Kitakami                     | Locale                  | Hanamaki                |
| Il rapido "Aterui" non ferma |                         |                         |